# Бене Ваджена
Бѐне Ваджѐна (на италиански: Bene Vagienna; на пиемонтски: Bene, Бене, на френски: Benes, Бен) е малко градче и община в Северна Италия, провинция Кунео, регион Пиемонт. Разположено е на 349 m надморска височина. Населението на общината е 3675 души (към 2010 г.).